# Schlacht von Bun’ei
Die Schlacht von Bun’ei (jap. 文永の役, Bun’ei no eki), auch bekannt als Erste Schlacht an der Hakata-Bucht, war der erste Invasionsversuch der Mongolen in Japan während der Bun’ei-Ära. Nach der Einnahme der Inseln Tsushima und Iki zog Kublai Khans Flotte in Richtung der japanischen Hauptinseln und landete in der Hakata-Bucht, in geringer Entfernung von Kyūshūs Verwaltungszentrum Dazaifu. Ihre – für die damalige Zeit – überlegenen Waffen sowie ihre ausgefeilte Kriegstaktik hatten den Mongolen die Schaffung eines Weltreiches erlaubt, aber zahlenmäßig waren sie den in Japan verfügbaren Samurai deutlich unterlegen. Die Japaner hatten auf die Nachricht vom Verlust der Inseln hin Krieger mobilisiert und die Verteidigungsanlagen verstärkt. Die Mongolen waren nach nur eintägigen Kämpfen zum Rückzug gezwungen und kehrten, nachdem ein Sturm in der Nacht ihre Schiffe bedroht hatte, nach Korea zurück.

## Die Schlacht
Nach der Landung in der Bucht übernahmen die Mongolen rasch die Stadt Hakata (heute ein Stadtbezirk von Fukuoka), wurden kurz darauf jedoch von einer Anzahl Samurai angegriffen. Anfangs waren die Samurai hoffnungslos unterlegen. Sie waren an Einzelkämpfe gewöhnt und hatten der Organisation der Angreifer wenig entgegenzusetzen. Die Mongolen kämpften zu Pferde und schossen dichte Salven von Pfeilen in die Samurai-Gruppe. Sie besaßen auch eine Art Katapult zum Verschießen von Bomben und ihre Infanterie nutzte Phalanx-artige Taktiken, bei denen sie die Samurai mit ihren Schilden und Speeren auf Distanz halten konnten. Obwohl sie die Mongolen letztlich nicht besiegen konnten, kämpften die Japaner hart und verursachten beim Gegner hohe Verluste.

## Folgeereignisse
Trotz ihrer Anfangserfolge verfolgten die Mongolen die Samurai nicht weiter ins Landesinnere zu den Verteidigungsanlagen bei Dazaifu. Dies ist wahrscheinlich der fehlenden Ortskenntnis, der Erwartung japanischer Verstärkungen und den schweren Verlusten der Mongolen zuzurechnen. Die Mongolen – die nach einigen Meinungen nur eine Erkundungstruppe und nicht die Hauptinvasionsmacht gewesen sein sollen – zogen sich auf die Schiffe zurück, vielleicht, um sich neu zu gruppieren und am folgenden Tag erneut anzugreifen.
In der folgenden Nacht verloren die Mongolen durch einen Sturm etwa ein Drittel der Flotte. Sie zogen sich – wohl auf Drängen ihrer koreanischen Seeleute und Kapitäne hin – nach Korea zurück. Ein zweiter Invasionsversuch wurde erst sieben Jahre später unternommen (→ Schlacht von Kōan).